# Моловісте
Моловісте (пол. Mołowiste) — село в Польщі, у гміні Пласька Августівського повіту Підляського воєводства.
Населення — 151 особа (2011).
У 1975-1998 роках село належало до Сувальського воєводства.

## Демографія
Демографічна структура станом на 31 березня 2011 року:
|          | Загалом | Допрацездатний вік | Працездатний вік | Постпрацездатний вік |
| -------- | ------- | ------------------ | ---------------- | -------------------- |
| Чоловіки | 73      | 6                  | 59               | 8                    |
| Жінки    | 78      | 15                 | 45               | 18                   |
| Разом    | 151     | 21                 | 104              | 26                   |